# 西川隆宏
西川 隆宏（にしかわ たかひろ、1964年5月26日 - ）は、北海道河東郡音更町出身の実業家、音楽家。DREAMS COME TRUE（以下「ドリカム」と表記）の元メンバーとして知られる。

## 略歴
モデルのAYUMIは実妹。他に兄と2人の弟がいる。北海道音更高等学校卒業。

### ドリカム時代
愛称は「ニーヒャ」「ニハ」（「ニーヒャ」が最も一般的だが、メンバーの吉田美和は「ニハ」と呼ぶこともあった）。
1989年3月21日、ドリカムのキーボーディスト（CDジャケットのメンバーでは「マニピュレーター」と標記されていた）として『DREAMS COME TRUE』『あなたに会いたくて』でデビュー。ドリカムでは作詞・作曲に関わることはほとんどなかったが、「あの夏の花火」（『The Swinging Star』収録）、「思い出は胸に秘めたまま」（『LOVE UNLIMITED∞』収録）、「今日この佳き日」（『monkey girl odyssey』収録）では一部作曲に関わっており、作曲者としてクレジットされている。
1993年頃迄は金髪だったが、それ以降は坊主頭となっている。
1996年8月に交通事故を起こし芸能活動を一時期自粛していた。この時期に開催されていたコンサートツアーは途中から西川を除くメンバーで開催されていたが、後半で復帰した。
かつて中村正人のラジオの企画で結成したユニット「アンドレ中村とオホーツクボーイズ」ではニハエル・マージョ役を担当。
2002年直前まで行われていたアルバム『monkey girl odyssey』のホールツアーに参加していたが、3月21日付で独立したことが同年3月24日にドリカム公式サイト内で発表された。以降、ドリカムのツアーやイベントライブには参加していない。

### ドリカム脱退後
ドリカム脱退後は、クラブでDJなどを行っていた実兄と「NISHIKAWA BROTHERS」を結成し、音楽活動を続けていく予定であった。
しかし2002年10月7日、実兄との音楽性の違いによる口論から義姉への暴行事件を起こし逮捕される。この件は不起訴で釈放となるものの、勾留中に受けた尿検査で覚醒剤の陽性反応が出たため、2002年10月17日には覚せい剤取締法違反（使用）の疑いで再逮捕された。同年12月19日に懲役1年6か月・執行猶予3年の有罪判決を受けた。
その後、北海道へと戻り、「nortyb」名義で主に北海道内を中心にクラブDJ活動を行っていた。2005年頃からは都内のクラブでもDJ活動を行うようになった。
2006年2月25日、東京都新宿区の路上で再び覚せい剤取締法違反（所持）の現行犯で逮捕される。その後ホテルでの覚醒剤使用も発覚したため、2006年5月11日、東京地方裁判所にて懲役1年6か月の実刑判決を受けた。
その後しばらく表舞台から姿を消していたが、2008年12月に帯広市内のクラブでイベントを主催しDJ活動を再開した。

### 札幌でバーを開業
2009年6月、札幌市すすきのにバー「bar reboot」をオープンさせ、2021年3月20日まで同店の店長を務めていた。
2019年7月26日、ドリカムワンダーランド札幌公演のいわば「前夜祭」となるイベント「ドリカムディスコ」（中村正人が出演）にサプライズゲストとして登場した。
2021年4月1日、すすきのにバー「bar reboot SECOND STAGE」をオープン。開店祝いとして、中村正人から大きな花が届いたことを自身のTwitter上で報告した。Twitter上ではドリカムを常に気にかけている様子が窺え、同店にて定期的に、店内でドリカムの楽曲を流し続ける「ドリナイト」と称するイベントを開催している。
2025年6月23日、持病の肺気胸の悪化により入院することを発表。手術をしたものの、再発したため再手術を受けることになった。